# Lokomotivstadion (Perovo)
Het Lokomotivstadion is een multifunctioneel stadion in Moskou, een stad in Rusland. Het ligt in de buurt van het metrostation Perovo.
Het stadion wordt vooral gebruikt voor voetbalwedstrijden, het tweede elftal van Lokomotiv Moskou maakt gebruik van dit stadion. In het stadion is plaats voor 1500 toeschouwers.